# Comuna Skara
Skara (Skara kommun) este o comună din comitatul Västra Götalands län, Suedia, cu o populație de 18.580 locuitori (2013).

## Geografie

### Zone urbane
Lista celor mai mari zone urbane din comună (anul 2015) conform Biroului Central de Statistică al Suediei:
| Nr | Zona urbană | Pop.   |
| -- | ----------- | ------ |
| 1  | Skara       | 11.437 |
| 2  | Axvall      | 1.164  |
| 3  | Ardala      | 745    |
| 4  | Varnhem     | 662    |
| 5  | Eggby       | 237    |

## Demografie
| \| Evoluția demografică în comuna Skara, 1970–2015 \| Evoluția demografică în comuna Skara, 1970–2015 \| Evoluția demografică în comuna Skara, 1970–2015 \| Evoluția demografică în comuna Skara, 1970–2015 \| Evoluția demografică în comuna Skara, 1970–2015 \| \| ----------------------------------------------------------------------------------------------------- \| ----------------------------------------------- \| ----------------------------------------------- \| ----------------------------------------------- \| ----------------------------------------------- \| \| An \| \| \| Locuitori \| \| \| 1970 \| 1970 \| \| 16899 \| 16899 \| \| 1975 \| 1975 \| \| 17321 \| 17321 \| \| 1980 \| 1980 \| \| 17868 \| 17868 \| \| 1985 \| 1985 \| \| 18023 \| 18023 \| \| 1990 \| 1990 \| \| 18689 \| 18689 \| \| 1995 \| 1995 \| \| 18845 \| 18845 \| \| 2000 \| 2000 \| \| 18305 \| 18305 \| \| 2005 \| 2005 \| \| 18578 \| 18578 \| \| 2010 \| 2010 \| \| 18314 \| 18314 \| \| 2015 \| 2015 \| \| 18711 \| 18711 \| \| Sursa: SCB - Statistika Centralbyrån, Folkmängd efter region, civilstånd, ålder och kön. År 1968–2016 \| \| \| \| \| |      |  |           |       |
| Evoluția demografică în comuna Skara, 1970–2015 |      |  |           |       |
| An |      |  | Locuitori |       |
| 1970 | 1970 |  | 16899     | 16899 |
| 1975 | 1975 |  | 17321     | 17321 |
| 1980 | 1980 |  | 17868     | 17868 |
| 1985 | 1985 |  | 18023     | 18023 |
| 1990 | 1990 |  | 18689     | 18689 |
| 1995 | 1995 |  | 18845     | 18845 |
| 2000 | 2000 |  | 18305     | 18305 |
| 2005 | 2005 |  | 18578     | 18578 |
| 2010 | 2010 |  | 18314     | 18314 |
| 2015 | 2015 |  | 18711     | 18711 |
| Sursa: SCB - Statistika Centralbyrån, Folkmängd efter region, civilstånd, ålder och kön. År 1968–2016 |      |  |           |       |